# Nervengewebe
Das Nervengewebe ist eines der vier Grundgewebe von Gewebetieren, zu denen unter anderen die Wirbeltiere und somit auch die Menschen gehören. Es besteht aus Nervenzellen und Gliazellen, die beide von gemeinsamen neuroektodermalen Vorläuferzellen abstammen, welche bei Chordatieren aus dem Neuralrohr und den Neuralleisten hervorgehen.

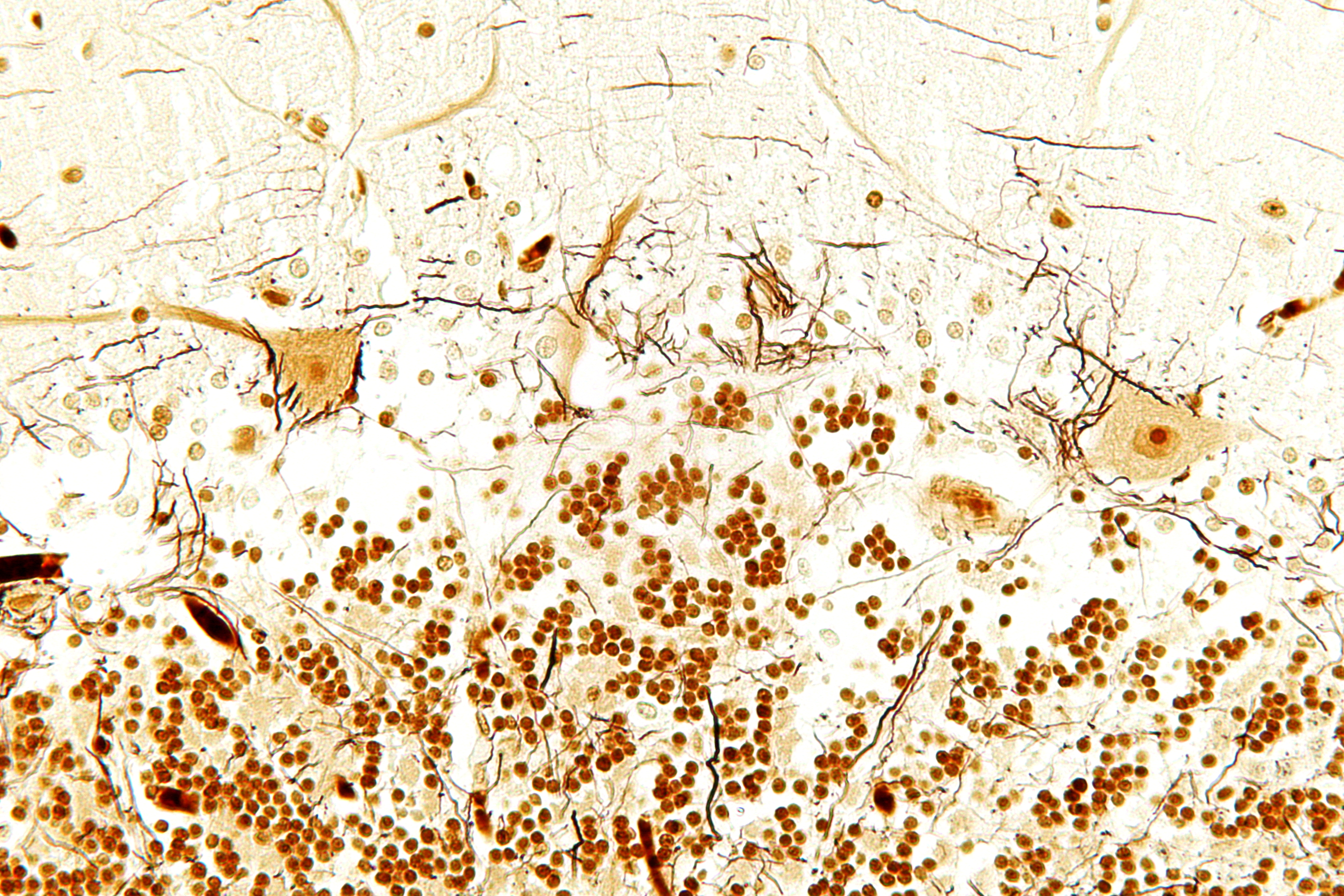
Gewebeschnitt aus dem Kleinhirn (Bielschowsky-Färbung):
Im Bild oben umgeben von Glia hellbraun angefäbt die Fortsätze und großen Zellkörper weniger Purkinjezellen in engem Kontakt mit einigen schwarz angefärbten Fortsätzen von Korbzellen.
Darunter die Lage der cerebellaren Körnerzellen; sie stellen bei Säugetieren über 50 % aller Neuronen.

Nervenzellen, oder Neuronen, und Gliazellen bilden zusammen das Nervengewebe und entwickeln im Zusammenspiel die Grundstrukturen des Nervensystems. Aus dem Neuralrohr wird so der zentrale Bereich mit Gehirn und Rückenmark, im peripheren Bereich werden Nerven, Nervengeflechte und Ganglien gebildet, mitsamt enterischer Anteile im Gastrointestinaltrakt. Dabei tragen Neuronen und Glia zusammenwirkend auch die grundlegenden Funktionen dieses Systems, die Weiterleitung und Übertragung neuronaler Erregungen.
Neuronen bilden dafür Fortsätze aus, die Erregungen von anderen Zellen aufnehmen (Dendriten) oder eine eigene Erregung an andere Zellen mitteilen (Neurit). An den Stellen der Erregungsübertragung (Synapsen) werden auf diese Weise Neuronen verknüpft und bilden so miteinander vernetzt zusammenhängende Ketten, Schleifen oder Kreise. Für den funktionellen Zusammenhang solcher neuronalen Netze eines Nervensystems von besonderer Bedeutung sind dabei die Kontakte von Neuronen, über die es mit dem übrigen Körper und dessen Umgebung in Beziehung steht. Hierzu gehören einerseits afferente Kontakte bestimmter Neuronen zu sensorischen – durch ihre Umgebung spezifisch veränderbaren – Zellen wie Sinneszellen (Sensoren) und andererseits efferente Kontakte bestimmter Neuronen zu motorischen – ihre Umgebung spezifisch verändernden – Zellen wie Muskelzellen oder Drüsenzellen (Effektoren). Neuronen, die zwischen sensorischen bzw. motorischen Anteilen fördernd oder hemmend vermitteln, werden Interneuronen genannt.
Gliazellen bilden in der frühen Entwicklung Grundstrukturen, an denen sich junge Neuronen wandernd oder Fortsätze ausbildend orientieren können, anschließend stabilisieren sie Fortsätze und Verknüpfungen durch eine Umhüllung und erlauben später durch mehrfache Umhüllungen eine besonders rasche Erregungsleitung (saltatorisch). Im reiferen Nervensystem sorgen sie unter anderem für eine störungsarme Signalübertragung und Signaltransduktion, nehmen ausgeschüttete Botenstoffe auf, stellen Nährstoffe bereit und sind an der Blut-Hirn-Schranke wie, als Ependymzellen, an der Blut-Liquor-Schranke beteiligt, mit denen das Nervengewebe gegenüber dem intravasalen Raum der versorgenden Blutkapillaren auf besondere Weise abgrenzt wird.
Nervengewebe erscheint im lebenden Organismus rosa oder hellgrau bis weißlich, mit feinen strukturbedingten Unterschieden. In der sogenannten Grauen Substanz überwiegen die Körper von Nervenzellen, deren Ansammlungen im zentralen Nervensystem (ZNS) auch als Kerne, im peripheren meist als Ganglien bezeichnet werden. Die Weiße Substanz besteht vornehmlich aus den Fortsätzen von Nervenzellen, die als Axon von Gliazellen umhüllt bei myelinhaltigen Nervenfasern hell erscheinen und oft zu Leitungsbahnen zusammengefasst sind, beispielsweise als zentrale Projektionsbahn, im peripheren Nervensystem (PNS) meist Nerven genannt.

## Das Verhältnis von Gliazellen und Neuronen
Während Nervenzellen Impulse selektiv als Aktionspotentiale weiterleiten (Erregungsleitung) und auf andere Zellen übertragen (Erregungsübertragung) in einem gigantischen Netzwerk konvergierend und divergierend untereinander verbundener Neuronen, die bahnend oder hemmend aufeinander Einfluss nehmen, unterstützen die zumeist kleineren Gliazellen sie dabei.
Gliazellen lassen sich nach Herkunft, Struktur, Funktion und Ort unterscheiden. Zur eigentlichen, wie die Nervenzellen aus dem Neuroektoderm hervorgehenden Glia gehören die Astrozyten, Oligodendrozyten, Schwann-Zellen, Satellitenzellen und Ependymzellen. Als Mikroglia werden eingewanderte Zellen anderer Herkunft bezeichnet, die im ZNS unter anderem eine den Makrophagen ähnliche Aufgabe übernehmen.
Astrozyten haben Kontaktstellen zur Blutbahn und zu näheren und entfernten Neuronen, bilden aber im Gegensatz zu den Neuronen kein globales Netz. In manchen Quellen werden die Glianetze als Synzytium und die Verbindungen mit Gap Junctions erklärt. Die Funktion der Glia ist nur teilweise verstanden. Zu Beginn der neuronatomischen Forschung hielt man Gliazellen für eine reine Kittsubstanz (gr. γλία glia ‚Leim‘). Später erkannte man Schutz- und Filterfunktionen: Glia hält die für die Nervenzellen erforderliche biochemische Umgebung aufrecht, produziert für die Nervenfunktion notwendige Substanzen, entsorgt störende Stoffwechselprodukte. Ein Astrozyt ernährt mit seinen Zellfortsätzen mehrere Neurone und ein Neuron wird durch mehrere Astrozyten versorgt. Viele kleine Astrozytenkontakte (periphere astrozytische Prozessus, PAP) bilden häufig eine korbartige Umhüllung an und um eine Synapse.

## Regeneration von Nervengewebe
Die Regenerationsfähigkeit des Nervengewebes ist im Vergleich zu anderen Geweben sehr beschränkt, insbesondere da Nervenzellen nicht mehr teilungsfähig sind.
In der frühen embryonalen Entwicklung ist die Anlage des Nervensystems einige Zeit die Region mit der höchsten Rate an Zellteilungen, und fetal entstehen zu Spitzenzeiten beim Menschen einige tausend junger Nervenzellen pro Sekunde. Doch diese Neuronen sind danach nicht mehr zu Zellteilungen fähig, postmitotisch. Und nicht alle leben solange wie das Organ des Organismus, in dessen Gewebe sie ihren Platz suchen (siehe selektive Apoptose).
Im ausgewachsenen (adulten) Gehirn sind nur in wenigen Regionen noch undifferenzierte neurale Vorläuferzellen zurückgeblieben, die sich weiterhin teilen können und fähig sind, Neuroblasten und junge Neuronen zu bilden (siehe adulte Neurogenese). So können auch beim Menschen beispielsweise neben Gliazellen noch junge Nervenzellen gebildet werden, etwa in Regionen des Hippocampus oder in der subventrikulären Zone, um Neuronen in Riechkolben und Riechschleimhaut zu ersetzen. Dafür müssen diese jungen Neuronen in jene Hirnregion einwandern (Migration) und einen Platz suchen (mit Chemotaxis bzw. Haptotaxis), Fortsätze ausstrecken (Axogenese), Übertragungsstellen ausbilden (Synaptogenese), Kontakte im vorgefundenen Netzwerk anderer Neuronen aufnehmen, Signale empfangen und Signale aussenden, schließlich auch solche, mit denen der Erregungszustand bestimmter einzelner anderer Zellen verändert werden kann (Exzitation oder Inhibition).
Auf dem Weg dorthin und im Prozess unterwegs differenziert sich ein Neuron – um eine Stelle in einer zellulären Umgebung mit bestimmten Verknüpfungen einzunehmen. Gelingt es nicht, überlebt das Neuron nicht lange. Gelingt es, so nimmt das Neuron eine besondere Stelle im neuronalen Netzwerk ein – und ist an diesem Platz nur durch junge Neuronen zu ersetzen, die einen ähnlichen Differenzierungsprozess nachvollziehen. Doch sind die durch Zellteilung aus reifen Neuronen nicht zu bilden. Denn dafür müssten diese sich abrunden, die Fortsätze rückbilden, ihre Kontakte verlieren, und somit funktionsunfähig werden. Dem Ersatz differenzierter und funktionstragender Neuronen innerhalb eines neuronalen Netzwerks sind daher durch die Komplexität der neuronalen Verknüpfungen enge Grenzen gesetzt.
Im Peripheren Nervensystem dagegen kann nach der Schädigung einer Nervenfaser der Fortsatz eines Neurons als Axon wieder in den Kanal der Markscheide – sofern noch vorhanden – einwachsen, etwa mit der Geschwindigkeit, wie Haare wachsen.